# Iris Apatow

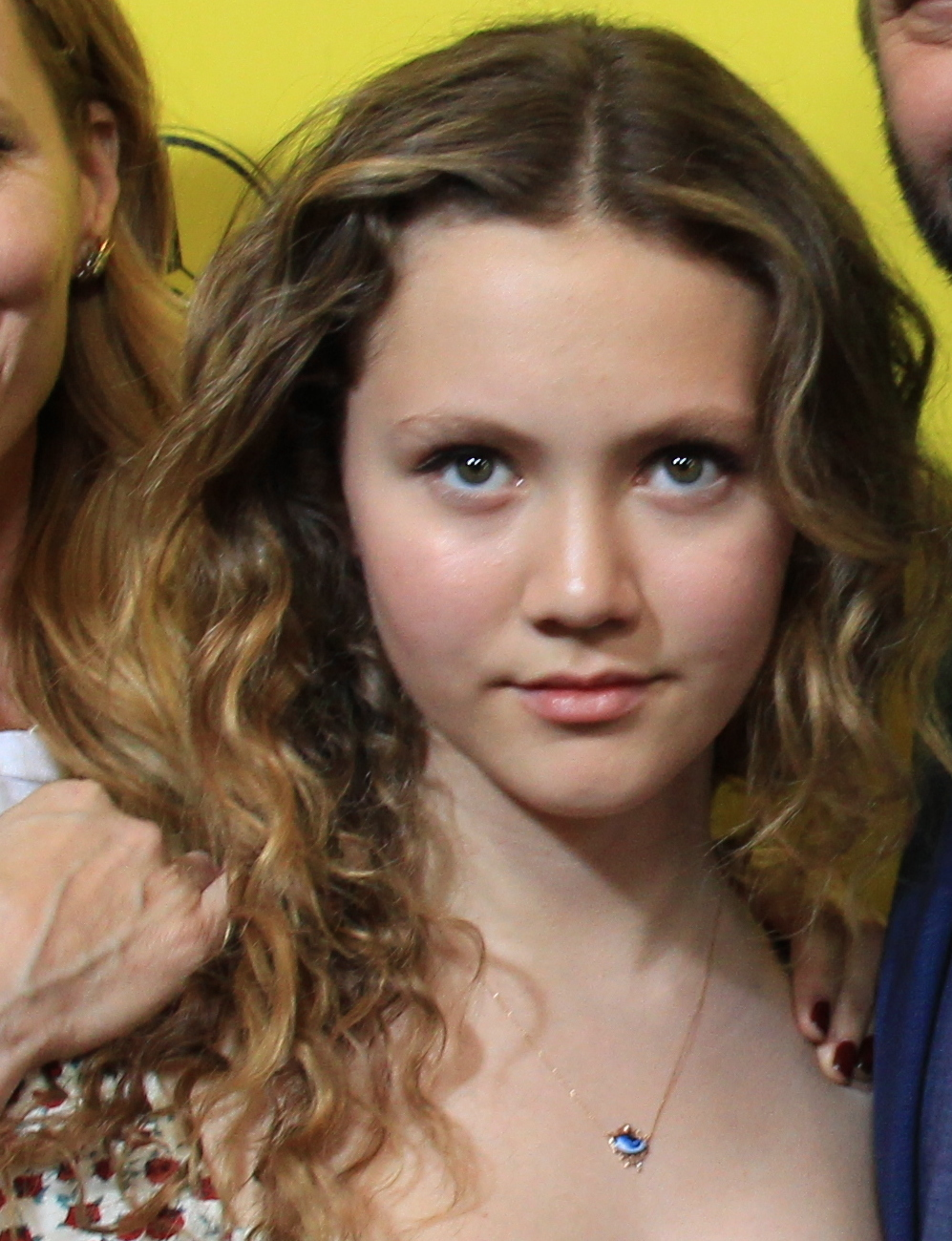
Iris Apatow

Iris Apatow (* 12. Oktober 2002 in Los Banos, Kalifornien) ist eine US-amerikanische Schauspielerin.

## Leben
Apatow ist die Tochter des Regisseurs Judd Apatow und der Schauspielerin Leslie Mann. Sie hat eine ältere Schwester, Maude Apatow. Ihren ersten Auftritt hatte Iris Apatow 2007 in dem Film Beim ersten Mal, wo sie die Rolle der Charlotte verkörperte. Eine wiederkehrende Rolle spielte sie in der Netflix-Serie Love, in der sie den Kinderstar Arya darstellte. 2022 spielte sie in The Bubble mit, der die dritte Zusammenarbeit mit ihrem Vater als Regisseur darstellt.

## Filmografie (Auswahl)
- 2007: Beim ersten Mal (Knocked Up)
- 2009: Wie das Leben so spielt (Funny People)
- 2012: Immer Ärger mit 40 (This Is 40)
- 2016: Sausage Party – Es geht um die Wurst (Sausage Party, Stimme)
- 2016–2018: Love (Fernsehserie, 13 Folgen)
- 2022: The Bubble
- 2023: Unstable (Fernsehserie, 8 Episoden)
- 2024: Young Werther